# Johnson Bwalya
Johnson Bwalya (Mufulira, Zambia, 3 de diciembre de 1967) es un exfutbolista de Zambia que jugaba en la posición de delantero.

## Carrera

### Club
| Periodo   | Club                   |
| --------- | ---------------------- |
| 1985      | Butondo Western Tigers |
| 1986-1987 | Mufulira Wanderers     |
| 1987–1988 | FC Fribourg            |
| 1988–1989 | MSV Duisburg           |
| 1989–1992 | FC Fribourg            |
| 1992–1998 | FC Bulle               |
| 1994–1995 | → SC Kriens (cedido)   |
| 1995–1996 | → FC Luzern (cedido)   |
| 1996–1998 | → SR Delémont (cedido) |
| 1998-1999 | FC Grandvillard/Enney  |

### Selección nacional
Jugó para Zambia en 33 ocasiones de 1987 a 1997 y anotó siete goles; participó en los Juegos Olímpicos de Seúl 1988 y en dos ediciones de la Copa Africana de Naciones.